# Not Too Late
Not Too Late är Norah Jones tredje album, utgivet i januari 2007. Liksom sina föregångare nådde det förstaplatsen på Billboard 200 och har sålt platina i flera länder. Det producerades av Lee Alexander, som medverkat som basist och låtskrivare på hennes tidigare album.
"Thinking About You" gavs ut som förstasingel från albumet och blev en mindre hit.

## Låtlista
1. Wish I Could (Lee Alexander/Norah Jones) – 4:18
2. Sinkin' Soon (Lee Alexander/Norah Jones) – 4:38
3. The Sun Doesn't Like You (Lee Alexander/Norah Jones) – 2:59
4. Until the End (Lee Alexander/Norah Jones) – 3:56
5. Not My Friend (Norah Jones) – 2:54
6. Thinking About You (Ilhan Ersahin/Norah Jones) – 3:20
7. Broken (Lee Alexander/Norah Jones) – 3:21
8. My Dear Country (Norah Jones) – 3:25
9. Wake Me Up (Lee Alexander/Norah Jones) – 2:46
10. Be My Somebody (Norah Jones) – 3:36
11. Little Room (Norah Jones) – 2:44
12. Rosie's Lullaby (Norah Jones/Daru Oda) – 3:56
13. Not Too Late (Lee Alexander/Norah Jones) – 3:31

## Medverkande
- Norah Jones – sång, piano, akustisk gitarr, elgitarr, Wurlitzer-piano, mellotron
- Daru Oda, M. Ward, Richard Julian – kör
- Paul Bryan – keyboard
- Jesse Harris – akustisk gitarr
- Adam Levy – elgitarr, kör
- Tony Scherr, Robbie McIntosh – elgitarr
- Jeffery Ziegler – cello
- Kevin Breit – mandolin
- J. Walker Hawkes – trombon
- Lee Alexander – bas, lap steel guitar
- Andy Borger – trummor, slagverk
- Tony Mason – trummor
- Larry Goldings, Devin Greenwood – Hammondorgel
- Chuck Mackinnon – trumpet
- Rob Suddith, Bill McHenry – tenorsax
- Julia Kent – cello
- Jose Davilla – tuba

## Listplaceringar i Norden
| Lista (2007) | Topplacering |
| ------------ | ------------ |
| Sverige      | 1            |
| Norge        | 1            |
| Danmark      | 1            |
| Finland      | 1            |